# Arezzo (stacja kolejowa)
Arezzoⓘ (wł. Stazione di Arezzo) – stacja kolejowa w Arezzo, w prowincji Arezzo, w regionie Toskania, we Włoszech. Według klasyfikacji RFI ma kategorię złotą. Leży na starej linii łączącej Florencję z Rzymem. Stacja jest podłączona do szybkiej kolei Florencja-Rzym.